# Chaetodipus lineatus
Chaetodipus lineatus és una espècie de rosegador de la família dels heteròmids. És endèmic de Mèxic, on viu a altituds d'entre 1.600 i 2.400 msnm. S'alimenta dels fruits de cactus del gènere Opuntia. El seu hàbitat natural són els matollars xeròfils de les planes de desert. Es desconeix si hi ha cap amenaça significativa per a la supervivència d'aquesta espècie.